# Vittaria scolopendrina
Vittaria scolopendrina là một loài dương xỉ trong họ Pteridaceae. Loài này được Bory Schkuhr ex Thwaites mô tả khoa học đầu tiên năm 1864.